# Triatlon a 2020. évi nyári olimpiai játékokon
A 2020. évi nyári olimpiai játékokon triatlonban 3 versenyszámot rendeztek meg. A versenyszámokat 2021. július 26. és 31. között tartották.

## Éremtáblázat
(A táblázatokban a rendező nemzet sportolói eltérő háttérszínnel, az egyes számoszlopok legmagasabb értéke vagy értékei vastagítással kiemelve.)
| A 2020. évi nyári olimpiai játékok éremtáblázata triatlonban | A 2020. évi nyári olimpiai játékok éremtáblázata triatlonban | A 2020. évi nyári olimpiai játékok éremtáblázata triatlonban | A 2020. évi nyári olimpiai játékok éremtáblázata triatlonban | A 2020. évi nyári olimpiai játékok éremtáblázata triatlonban | Olimpia  |
| ------------------------------------------------------------ | ------------------------------------------------------------ | ------------------------------------------------------------ | ------------------------------------------------------------ | ------------------------------------------------------------ | -------- |
|                                                              | Ország                                                       | Arany                                                        | Ezüst                                                        | Bronz                                                        | Összesen |
| 1.                                                           | Nagy-Britannia (GBR)                                         | 1                                                            | 2                                                            | 0                                                            | 3        |
| 2.                                                           | Bermuda (BER)                                                | 1                                                            | 0                                                            | 0                                                            | 1        |
| 2.                                                           | Norvégia (NOR)                                               | 1                                                            | 0                                                            | 0                                                            | 1        |
|                                                              |                                                              |                                                              |                                                              |                                                              |          |
| 4.                                                           | Egyesült Államok (USA)                                       | 0                                                            | 1                                                            | 1                                                            | 2        |
|                                                              |                                                              |                                                              |                                                              |                                                              |          |
| 5.                                                           | Franciaország (FRA)                                          | 0                                                            | 0                                                            | 1                                                            | 1        |
| 5.                                                           | Új-Zéland (NZL)                                              | 0                                                            | 0                                                            | 1                                                            | 1        |
|                                                              |                                                              |                                                              |                                                              |                                                              |          |
| Összesen                                                     | Összesen                                                     | 3                                                            | 3                                                            | 3                                                            | 9        |

## Érmesek
| A 2020. évi nyári olimpiai játékok érmesei triatlonban |                                                                                             |                                                                                         |                                                                                            |
| Versenyszám                                            | Arany                                                                                       | Ezüst                                                                                   | Bronz                                                                                      |
| Férfi egyéni                                           | Kristian Blummenfelt · Norvégia (NOR)                                                       | Alex Yee · Nagy-Britannia (GBR)                                                         | Hayden Wilde · Új-Zéland (NZL)                                                             |
| Női egyéni                                             | Flora Duffy · Bermuda (BER)                                                                 | Georgia Taylor-Brown · Nagy-Britannia (GBR)                                             | Katie Zaferes · Egyesült Államok (USA)                                                     |
| Vegyes csapat                                          | Nagy-Britannia (GBR) · Jess Learmonth · Jonathan Brownlee · Georgia Taylor-Brown · Alex Yee | Egyesült Államok (USA) · Katie Zaferes · Kevin McDowell · Taylor Knibb · Morgan Pearson | Franciaország (FRA) · Léonie Périault · Dorian Coninx · Cassandre Beaugrand · Vincent Luis |